# 레이크사이드역

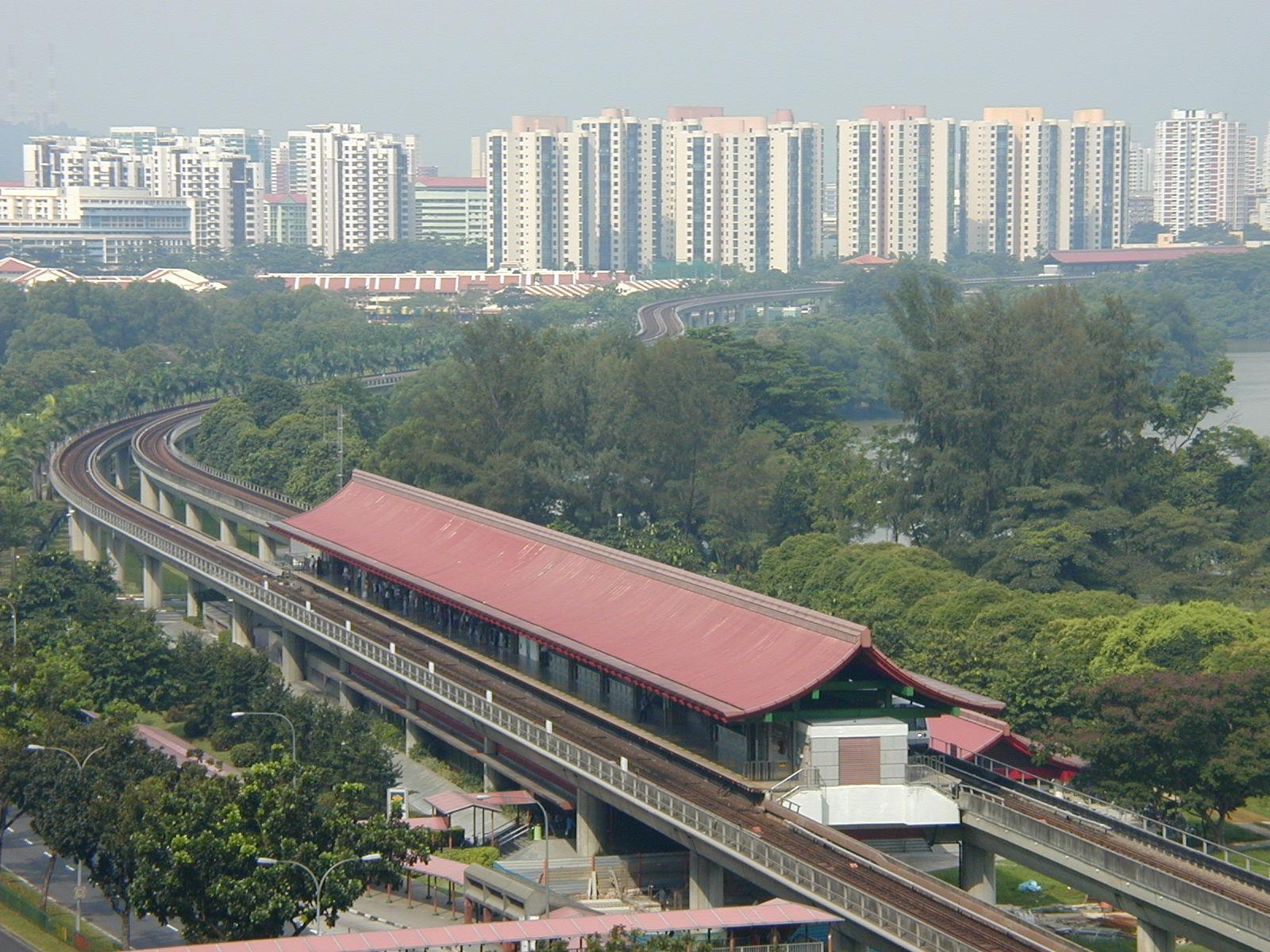

레이크사이드역(Lakeside MRT station)은 싱가포르 주롱웨스트의 이스트웨스트선에 있는 지상 MRT(Mass Rapid Transit) 역이다. 이 역은 주롱 레이크(Jurong Lake)의 북서쪽 기슭에 지어졌기 때문에 이름이 붙여졌다.
레이크사이드역은 타만 주롱과 홍카(Hong Kah)에 거주하는 주민들에게 MRT 접근을 제공한다. 현재 주롱 웨스트 뉴타운을 서비스하는 3개 역 중 하나이다. 다른 두 개는 분레이역과 파이오니어역이다.